# Atanas Pašev
Atanas Dimitrov Pašev (in bulgaro Атанас Димитров Пашев?; Pazardžik, 21 novembre 1963) è un ex calciatore bulgaro, di ruolo centrocampista.